# Homestead-Streik

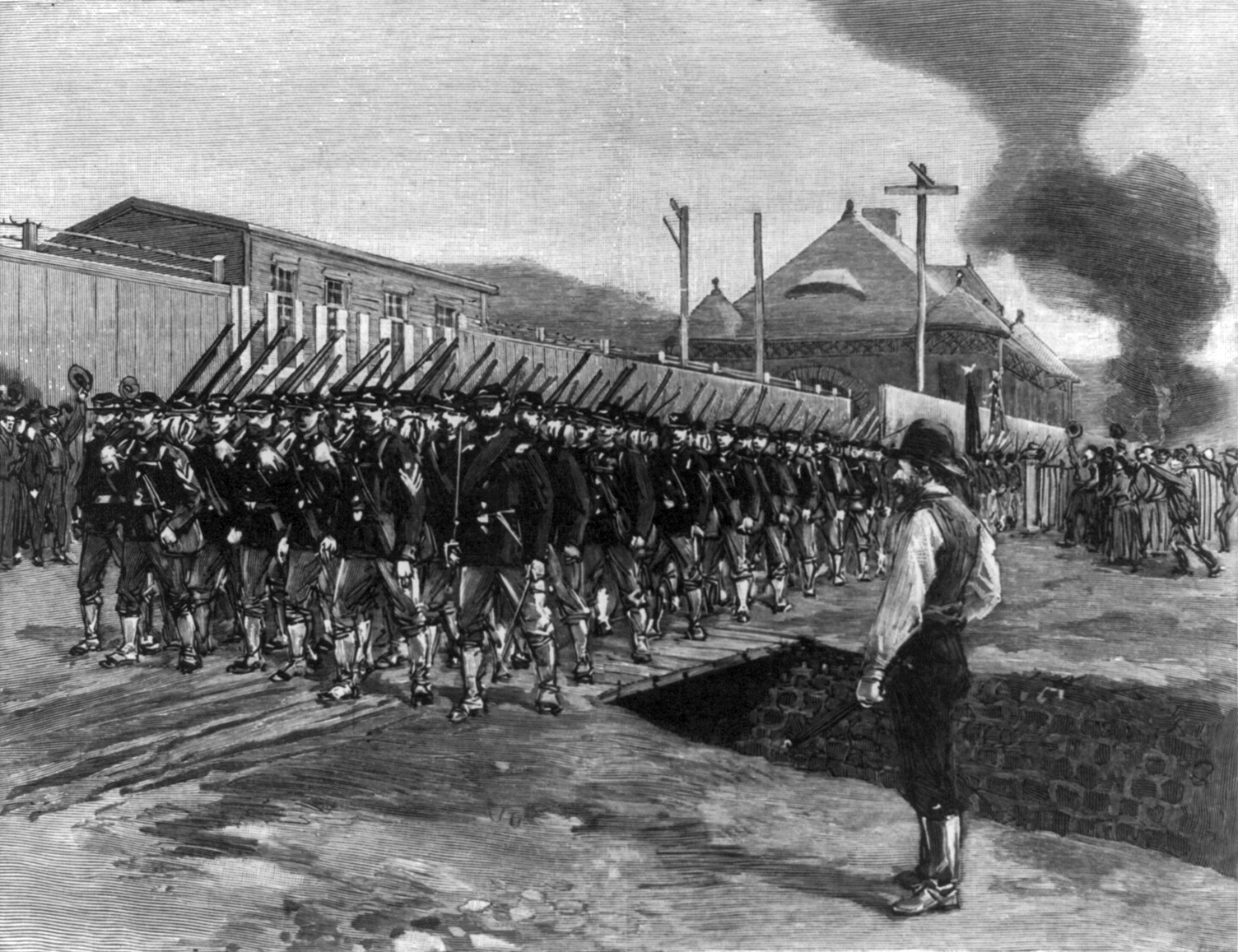
Ein Regiment der Miliz Pennsylvanias trifft zur Niederschlagung des Streiks in Homestead ein (Harper’s Weekly, 23. Juli 1892)

Als Homestead-Streik wird ein Streik der Amalgamated Association of Iron and Steel Workers (AAISW) bei der Carnegie Steel Company bezeichnet. Der Streik begann am 30. Juni 1892 im Stahlwerk Homestead Steel Works in Homestead im US-Bundesstaat Pennsylvania und gipfelte am 6. Juli 1892 in einem Kampf zwischen den Streikenden und 300 Agenten der Pinkerton-Agentur, die der Fabrikant zur Beendigung des Streiks angeheuert hatte. Auf beiden Seiten kamen mehrere Menschen ums Leben. Der Homestead-Streik gilt als einer der bekanntesten und am breitesten untersuchten der Geschichte der Vereinigten Staaten.

## Hintergrund
Dem Streik vorausgegangen waren Verhandlungen über die Verlängerung der Tarifbedingungen im Stahlwerk Homestead mit der Gewerkschaft. Die Gewerkschaft wollte den Tarif unter denselben Bedingungen weiterführen. Die Unternehmensführung bestand jedoch darauf, die Lohnuntergrenze der nach Produktionsmenge bezahlten Stahlkocher um mehr als 10 % zu kürzen, was die Gewerkschaft als nicht akzeptabel ansah. Das Unternehmen war jedoch nicht zu Nachverhandlungen bereit, da Unternehmensgründer Andrew Carnegie sowie Henry Clay Frick, Chief Operating Officer von Carnegie, ohnehin die Strategie verfolgten, die Gewerkschaften aus ihrem Unternehmen zurückzudrängen. Daher stellten sie die Gewerkschaft vor ein Ultimatum. Diese sollte bis zum 24. Juni 1892 den neuen Vertrag akzeptieren, der zusätzlich noch weitere Klauseln enthielt, die mit Absicht derart gestrickt waren, dass sie die Gewerkschaft nicht hätte akzeptieren können. Beispielsweise war das Ende des Vertrags auf den Winter verlegt worden, da Streiks im Winter härter zu organisieren sind. Falls die Bedingungen nicht akzeptiert würden, werde das Unternehmen die Gewerkschaft nicht mehr als Vertragspartner anerkennen und stattdessen mit den Arbeitern individuelle Verträge abschließen, was die Gewerkschaft faktisch entmachtet hätte. Nach Protest und Nicht-Annahme des Vertrages entzog Frick der Gewerkschaft die Anerkennung und reagierte mit der Aussperrung von Arbeitern. Insbesondere die geplante Zerschlagung der Gewerkschaft stieß bei den Arbeitern auf Ablehnung und führte schließlich zu dem Streik.

## Ablauf
Am 1. Juli erreichten erste Gerüchte Homestead, dass sich auswärtige Arbeiter oder Soldaten zum zu dieser bereits geschlossenen Stahlwerk aufmachten. Frick bat den Sheriff des Allegheny County, James McCleary, um Polizeikräfte zum Schutz der Werksleitung vor ausgesperrten Arbeitern. Als diese am 5. Juli in Homestead im Bahnhof eintrafen wurden sie bereits von ungefähr 2000 Arbeitern erwartet. Die Presse betonte in ihren Berichten die Zurückhaltung der Gewerkschafter und die Gewaltbereitschaft der nicht organisierten Arbeiter, die zum großen Teil Migranten aus Süd- und Osteuropa waren. Diese dichotome Zeichnung der Geschehnisse in den Reportagen setzte sich in den kommenden Wochen fort. Funktionäre der AAISW eskortieren die Polizisten durch die Menge zum Hauptquartier der Gewerkschaft.
Nachdem bekannt wurde, dass auf dem Monongahela River Lastkähne mit Agenten der Pinkerton-Detektei auf dem Weg nach Homestead waren, rissen in den frühen Morgenstunden des nächsten Tages die Arbeiter einen mehr als 3 m hohen Palisadenzaun nieder, den Frick zum Schutz des Stahlwerks in der letzten Juniwoche hatte errichten lassen. Danach strömten mehr als 3000 Arbeiter und Anwohner auf das Fabrikgelände und besetzten das Stahlwerk. Gegen 4:30 trafen die Pinkerton-Agenten zur Streikbekämpfung im Güterhafen der Stahlhütte ein. Die Protestierenden mit dem Arbeiter William Foy an der Spitze versuchten nun die Anlandung der Agenten zu verhindern, wobei sich Foy auf die Laufplanke des ersten Kahns stellte. Unmittelbar nachdem er die Pinkerton-Mitarbeiter vor dem Betreten des Geländes gewarnt hatte, kam es zu einem Schusswechsel zwischen beiden Parteien. Foy brach getroffen zusammen und wurde das erste Opfer des Homestead-Streiks.
Die anschließenden Gefechtshandlungen zogen sich über zehn Stunden bis in den Nachmittag hin. Am gegenüberliegenden Ufer des Monongahela verschafften sich einige Männer ein Artilleriegeschütz aus einem Depot der Grand Army of the Republic, einem Veteranenverband aus dem Sezessionskrieg, und versuchten damit die Kähne zu versenken. Allerdings verfehlten sie ihr Ziel und eine Granate zerriss den Arbeiter Silas Wain. Insbesondere dessen Tod wurde in der Presseberichterstattung thematisiert. Gegen 16 Uhr kapitulierten die Pinkerton-Mitarbeiter.